# 松雲院 (刈谷市)
松雲院（しょううんいん）は、愛知県刈谷市恩田町3丁目151-8にある曹洞宗の寺院。山号は医王山。本尊は文殊菩薩。

## 歴史

### 仏堂としての創建
三河国額田郡柿平村（現在の愛知県岡崎市）にいた恩田弥兵治郎源清信は、碧海郡小山村林之内（現在の刈谷市）に出張陣屋を建てた。貞治4年（1365年）頃、足利義詮（源義詮）に攻撃されて領地を占領され、恩田弥兵治郎源清信もまた戦死した。この際、恩田弥兵治郎源清信の二男は美濃国（現在の岐阜県）に逃げ、三男は額田郡柿平村に帰った。
恩田家の家臣である高木玄信は小山村に留まり、主君の菩提のために私邸を仏堂とし、行基の作とされる薬師如来を安置したのが創始とされる。高木玄信はこの際に出家している。今日の恩田町という地名は恩田弥兵治郎源清信に由来する。

### 松雲院

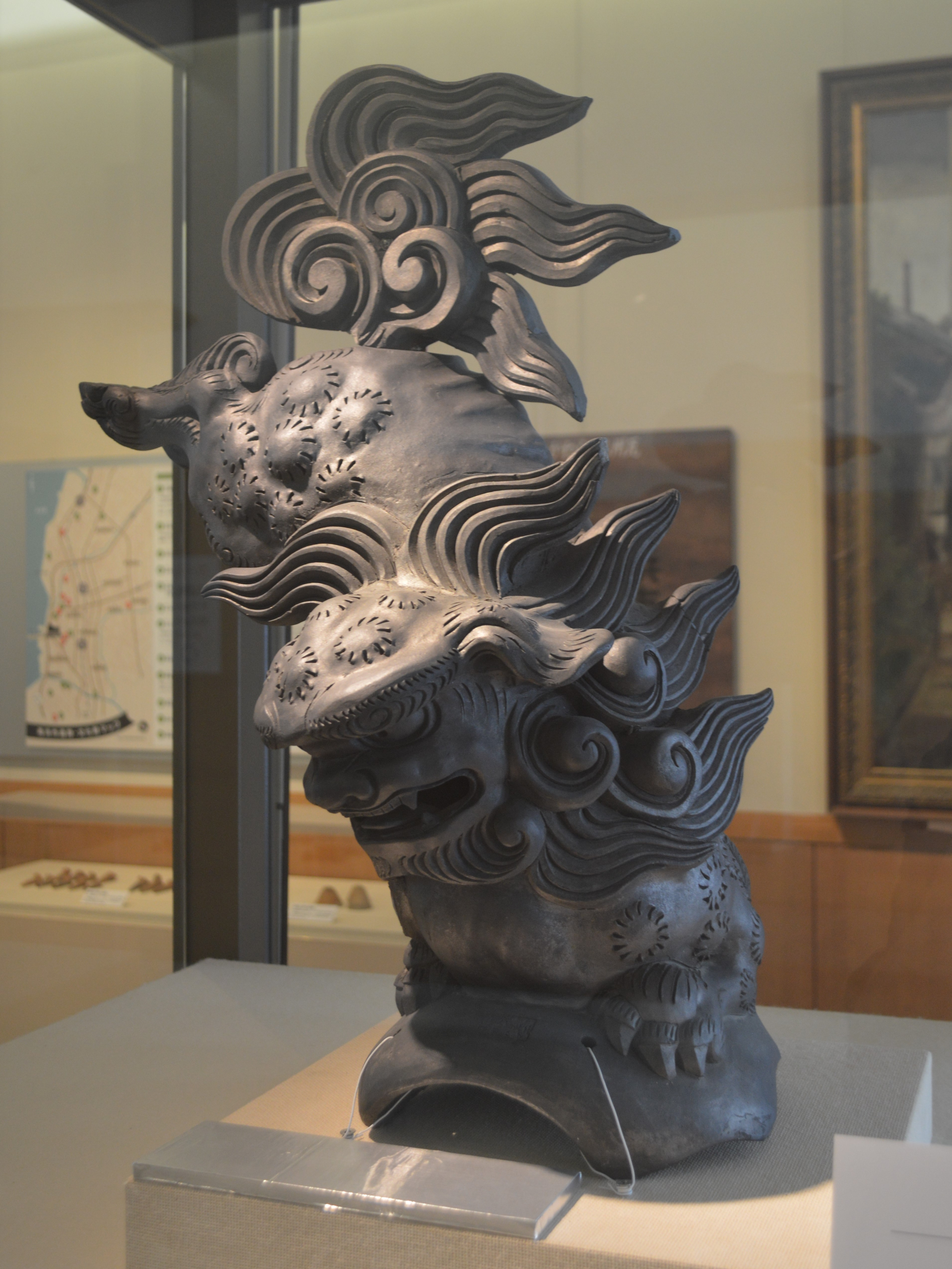
山本吉兵衛 作「獅子文留蓋瓦」（高浜市やきものの里かわら美術館所蔵）

#### 近世
寛永18年（1641年）2月5日には養心僧がここに留まり、伽藍が形成されて耕地の寄付などもあった。貞享4年（1687年）2月5日、幡豆郡貝吹村（現在の愛知県西尾市）にある長圓寺の月舟和尚は、薬師堂を長圓寺の末寺として板倉重宗の位牌所とし、寺号を松雲院と改めた。寺号は板倉重宗の法名である松雲院殿秀峰源俊大居士に由来する。
江戸時代には板倉氏や刈谷藩藩主の帰依を受け、4世松堂和尚の代には3代刈谷藩主三浦義理から文殊大士像（文殊菩薩）を寄進されたことで、これを本尊とした。元文2年（1737年）2月、三浦義理によって本堂が再建され、計3万坪の土地が寄付された。宝暦11年（1761年）9月、5世慧錬和尚の代には山門が建立された。6世道智和尚の代には鐘楼堂が建立された。13世幢焉和尚の代には庫裏が改築された。

#### 近現代
1899年（明治22年）には本堂の改修工事が行われた。『愛知県歴史全集寺院篇』によると、1945年（昭和20年）1月13日に発生した三河地震では鐘楼堂が倒れた。
刈谷市に隣接する高浜市は三州瓦の産地であり、高浜における鬼師（鬼瓦製作者）の先駆者として山本吉兵衛がいる。長らく山本吉兵衛が製作した鬼瓦は見つかっていなかったが、1980年代前半に行われた松雲院の屋根瓦葺き替えの際、山本吉兵衛の刻印がある獅子蓋が発見された。

## 境内

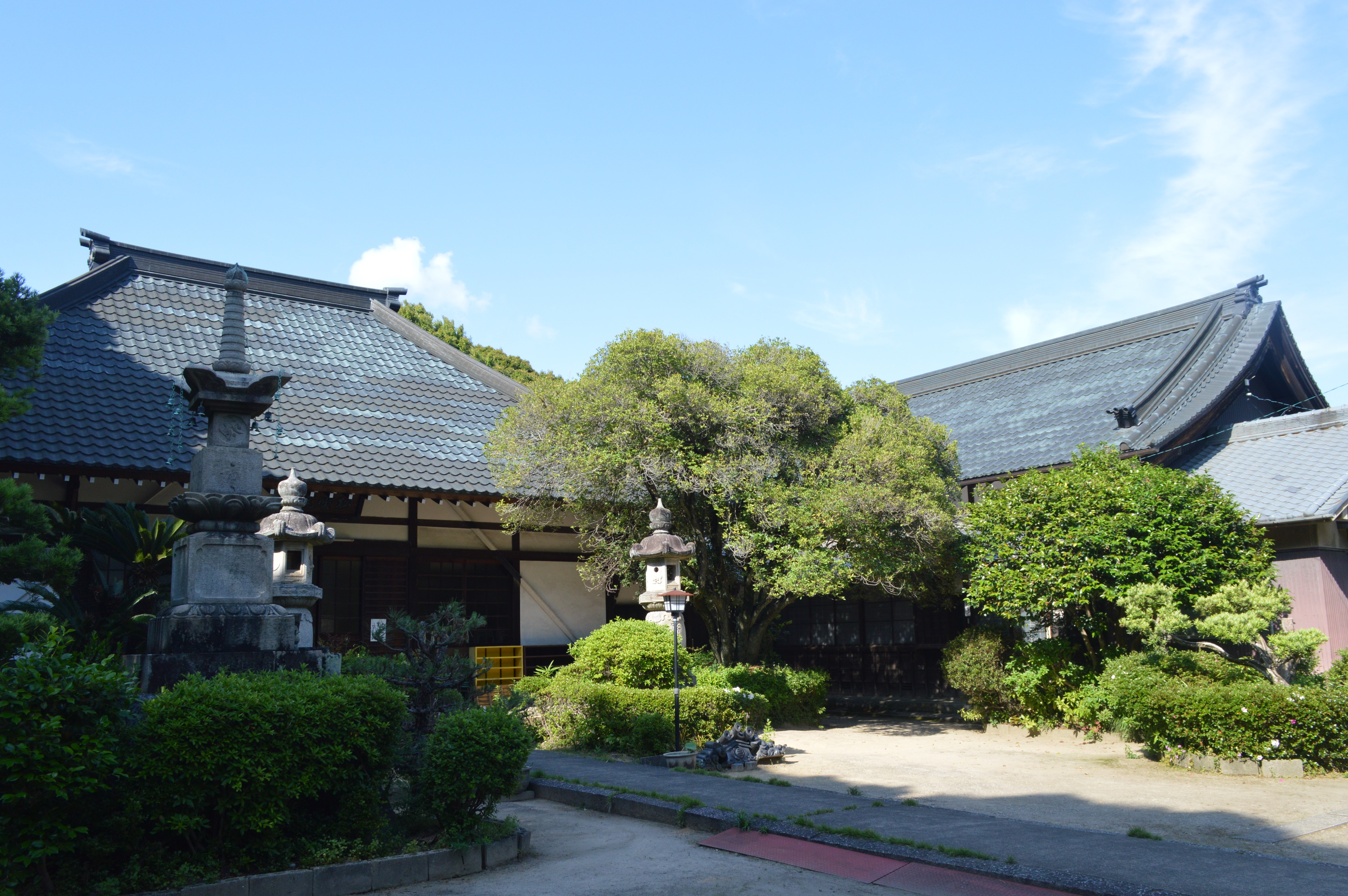
境内

国道155号の北側にある。かつて松雲院の周囲は一面の松林であり、タヌキやキツネが生息していた。周辺には松雲院貝塚があり、行基焼（須恵器）が出土している。
- 本堂 - 元文2年（1737年）建立。
- 鐘楼 - 6世道智和尚の代に建立。
- 山門 - 宝暦11年（1761年）9月建立。
- 六地蔵尊 - 元禄2年（1689年）建立。
- 恩田稲荷尊天
- 庫裏

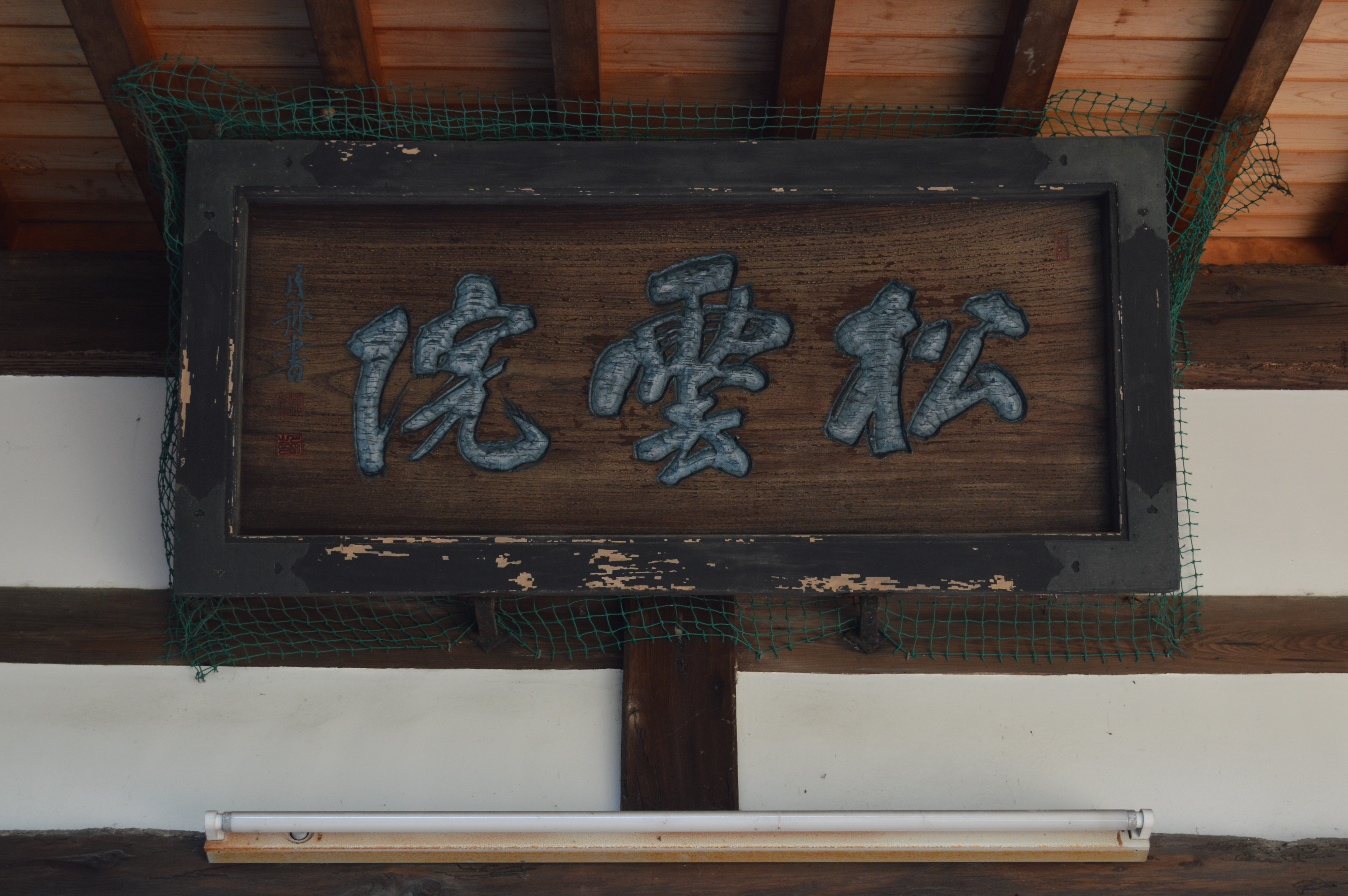
山号の扁額
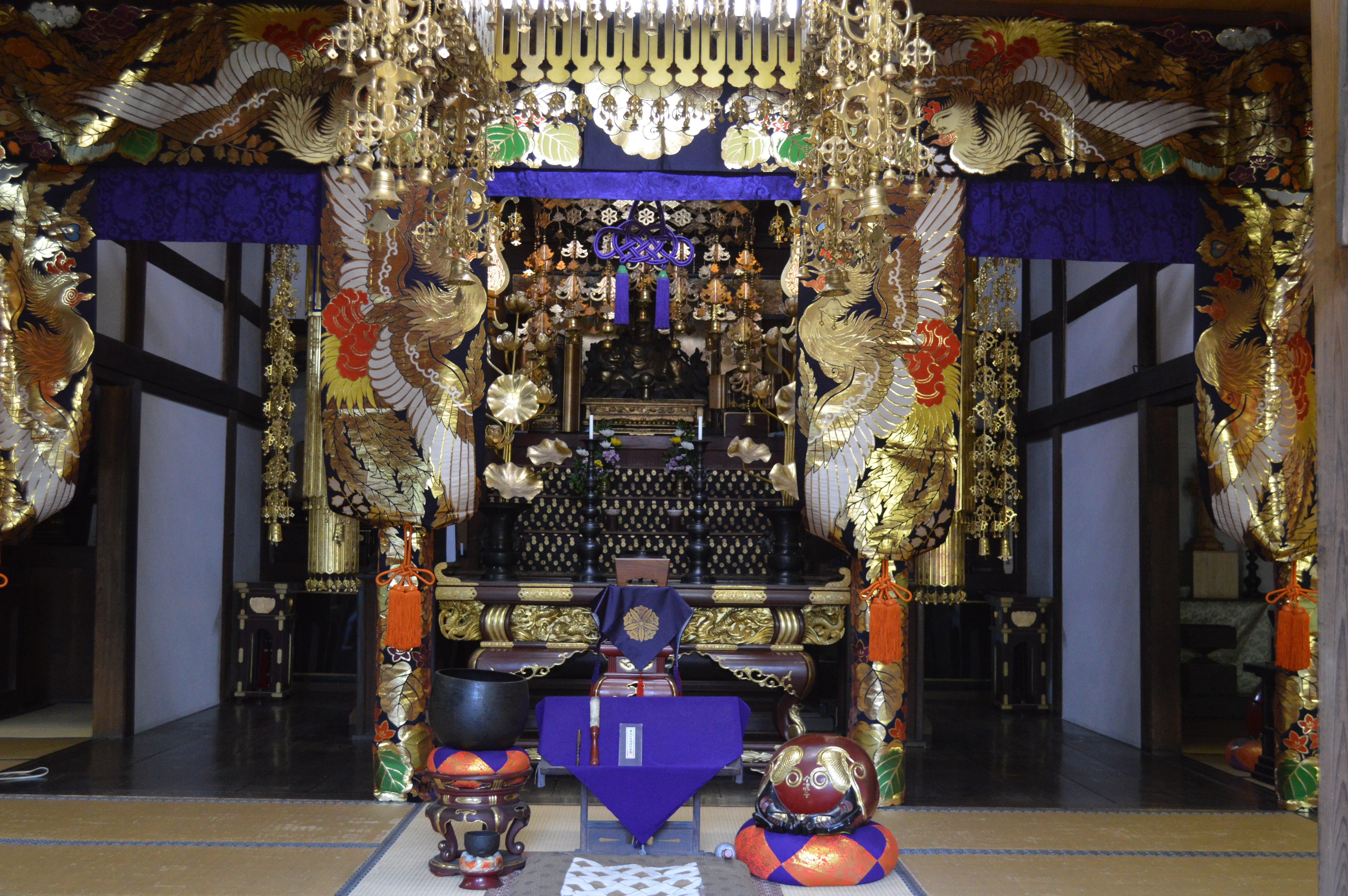
内陣
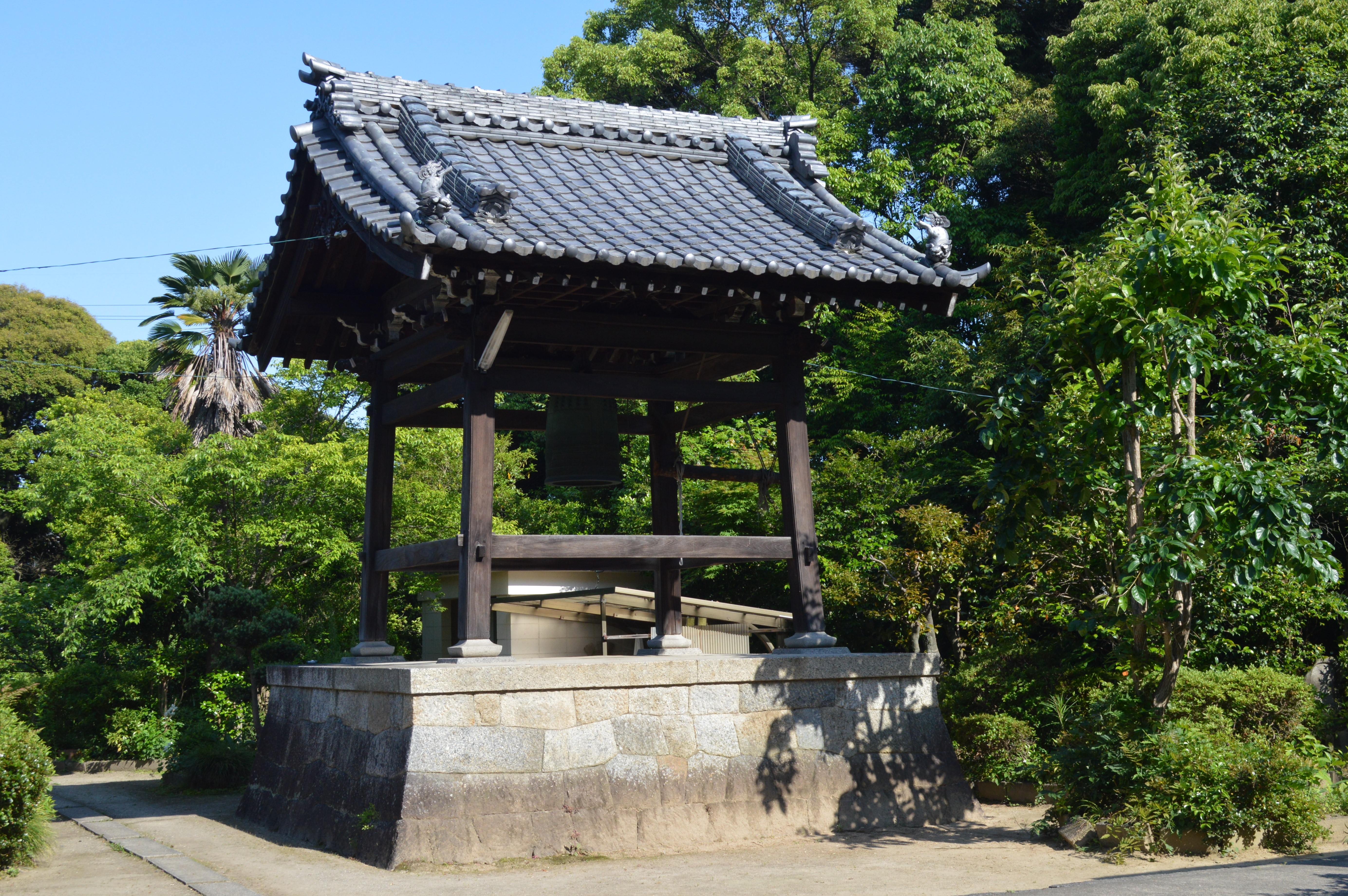
鐘楼
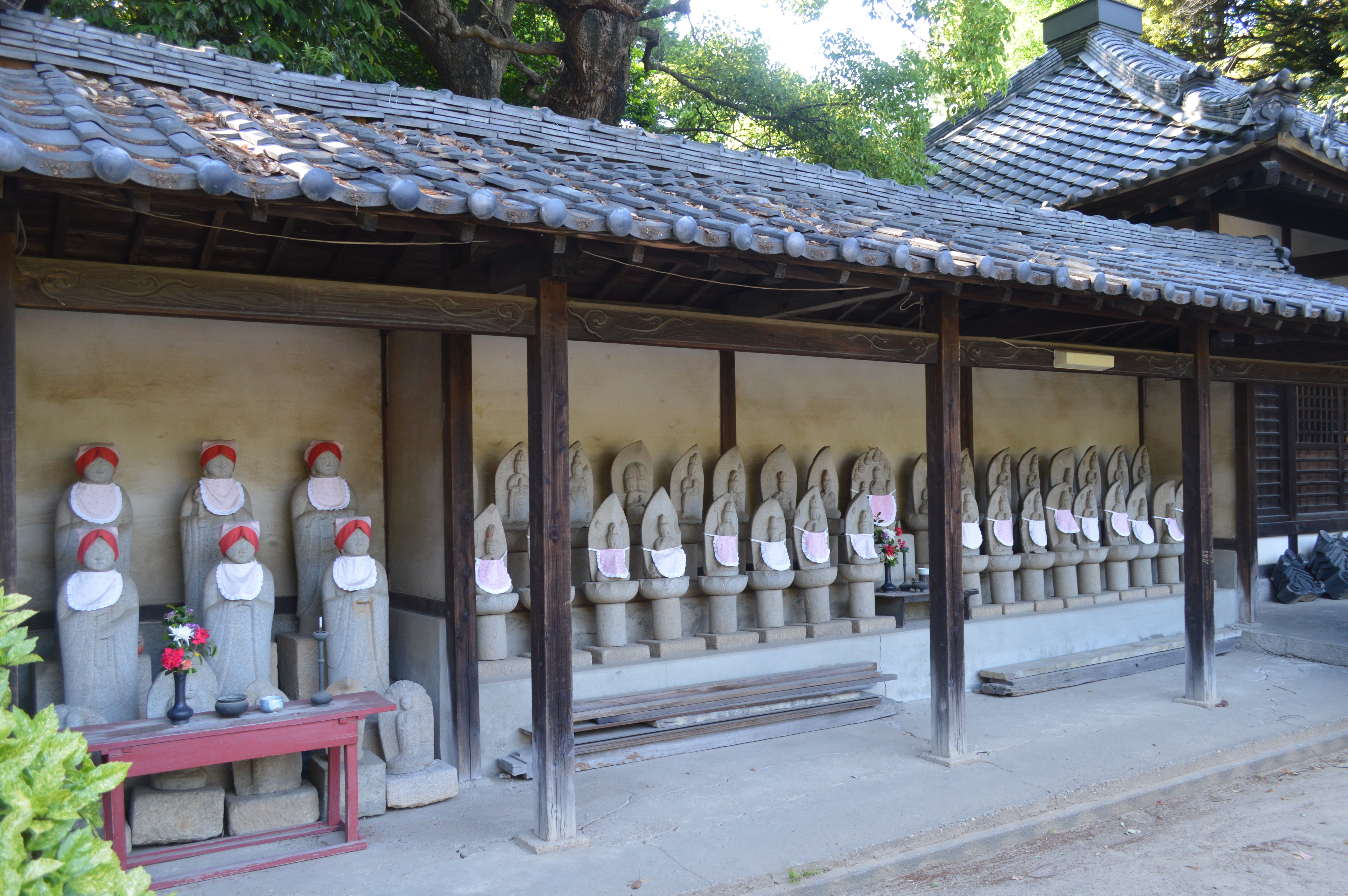
地蔵堂

## 伝承

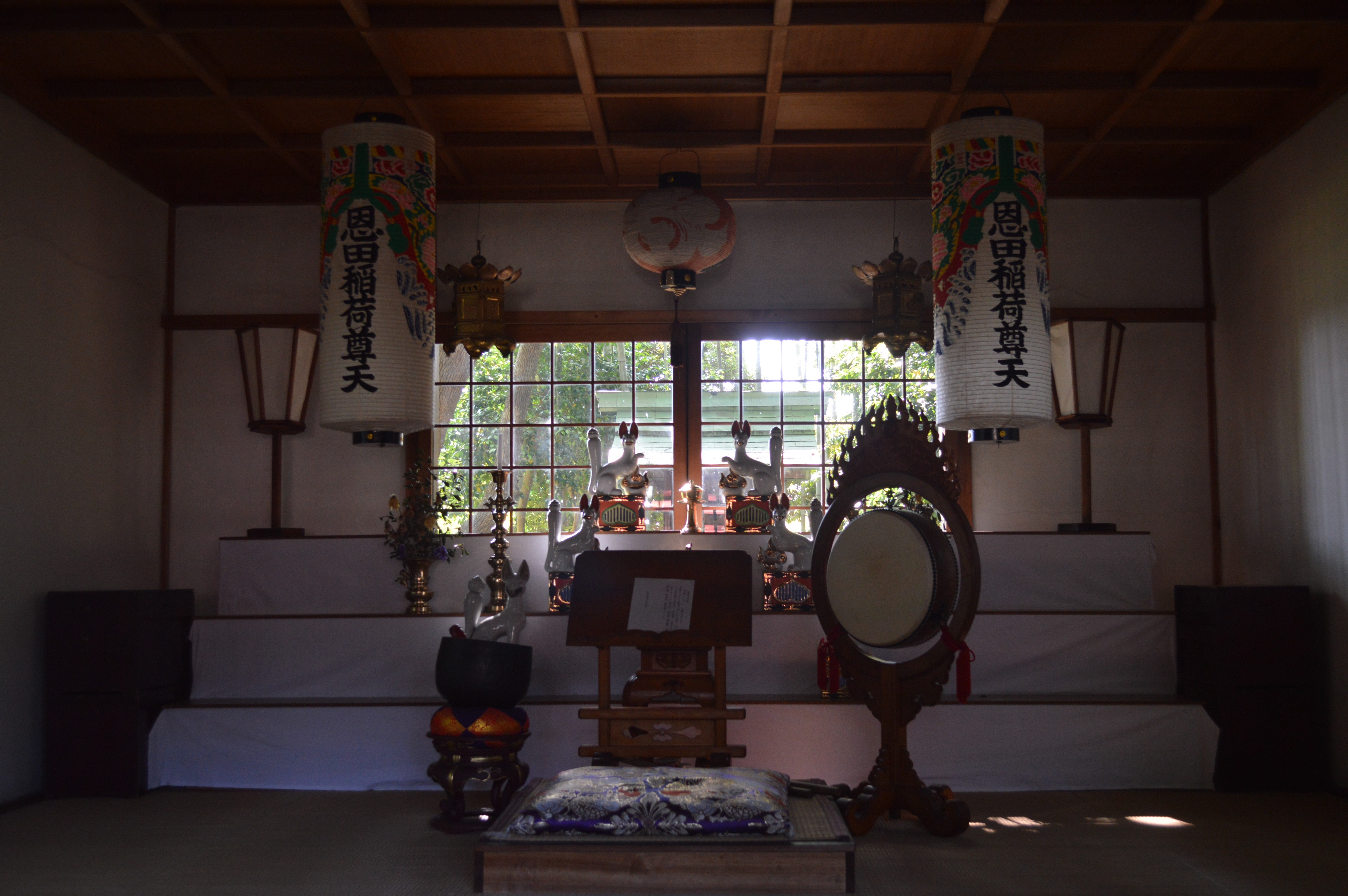
恩田稲荷尊天

### 恩田の初蓮
「恩田の初蓮」という伝承が知られている。境内には初蓮を祀る恩田稲荷尊天がある。
かつて松雲院の裏山には初蓮と呼ばれる白狐が暮らしていた。松雲院の正道幽石和尚は眼病だったことから、加茂郡福田村（現在のみよし市）の眼科医である酒井氏に見てもらっていた。ある時には初蓮が正道幽石和尚の目薬を勝手に持って帰ってしまったことがあったが、正道幽石和尚は初蓮を叱らなかった。
刈谷藩主の三浦氏は鷹狩の際に松雲院に立ち寄ることが多く、供の者が初蓮の子狐をいじめたことがあった。このため初蓮は三浦氏をうらみ、三浦氏が奥州から輿入れを迎える際には、初蓮が姫に成りすまして刈谷城に乗り込んだ。初蓮が床入りの前に湯殿にいたところ、不審に思った家老が初蓮に気づいて切りつけ、初蓮は恩田に帰っていった。この不祥事の結果、三浦氏は減封と共に国替えとなった。正道幽石和尚は初蓮を強く𠮟った結果、初蓮は恩田にいられなくなり、「恩田ばかりに日は照りゃすまい 箱根日も照る雨も降る」と言い残して箱根に去っていった。

## 文化財

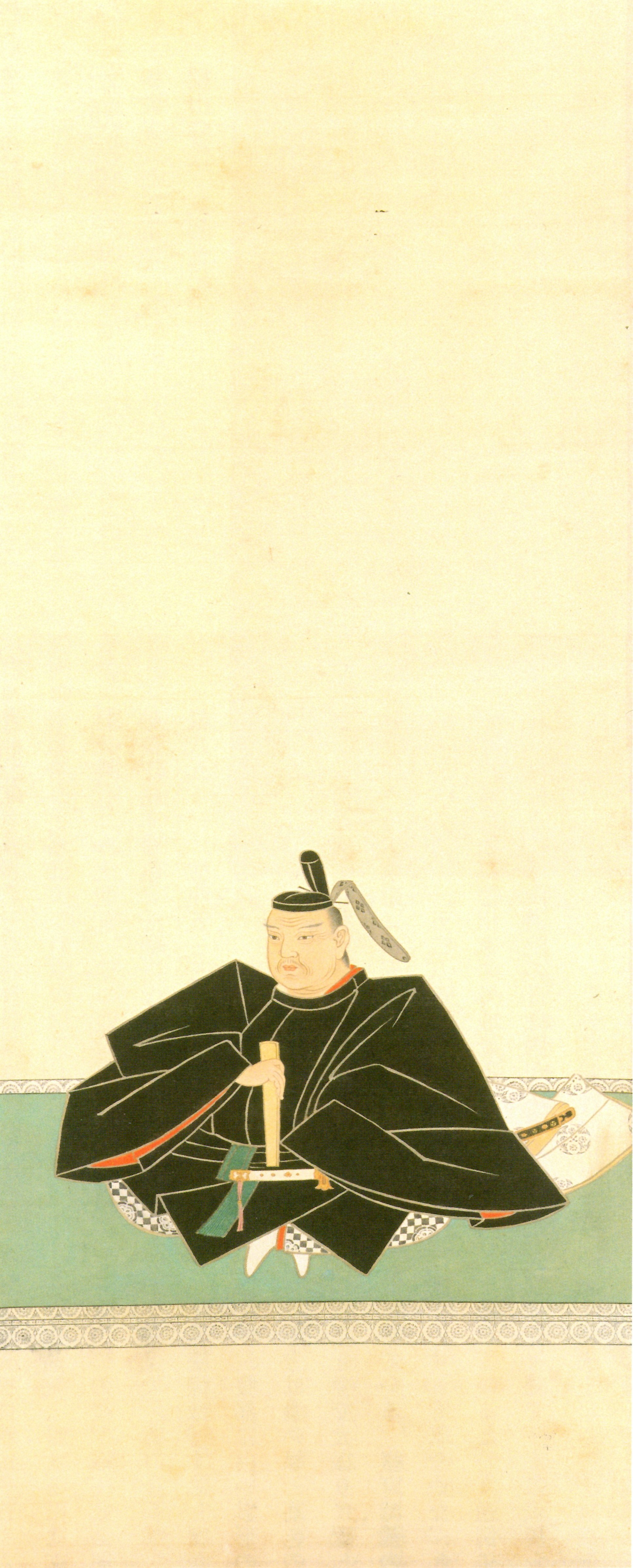
絹本著色板倉重宗画像

### 市指定文化財
- 絹本著色板倉重宗画像（絵画）[9]
  - 1958年（昭和33年）2月25日指定。
- 天明釜（工芸品）[9]
  - 1962年（昭和37年）6月9日指定。
- 月舟書群（書跡）[9]
  - 1962年（昭和37年）6月9日指定。

## 所在地
所在地
- 愛知県刈谷市恩田町3丁目151-8

アクセス
- 名鉄名古屋本線一ツ木駅から南に1.5km